# Valentin Spasov
Valentin Spasov (en bulgare : Валентин Спасов), né le 16 avril 1946, Sofia, en Bulgarie, est un ancien joueur bulgare de basket-ball. 